# Richland megye (Észak-Dakota)
Richland megye az Amerikai Egyesült Államokban, azon belül Észak-Dakota államban található. Megyeszékhelye és legnagyobb városa Wahpeton. Lakosainak száma 16 529 fő (2020. április 1.). Richland megye Cass, Roberts, Clay, Wilkin, Traverse, Marshall, Sargent és Ransom megyékkel határos.

## Népesség
A megye népességének változása:
| Lakosok száma | 16 317 | 16 250 | 16 208 | 16 339 | 16 402 | 16 529 |
|               | 2010   | 2011   | 2012   | 2013   | 2015   | 2020   |